# 拉特里尼泰 (厄尔省)
拉特里尼泰（法語：La Trinité，法語發音：[la tʁinite] ⓘ）是法国厄尔省的一个市镇，属于埃夫勒区。

## 地理
拉特里尼泰（48°59'16"N, 1°14'6"E）面积2.99 平方千米，位于法国诺曼底大区厄尔省，该省份为法国北部内陆省份，北起滨海塞纳省，西接奧恩省和卡爾瓦多斯省，南至厄尔-卢瓦省，东临瓦兹省、瓦兹河谷省和伊夫林省。
与拉特里尼泰接壤的市镇（或旧市镇、城区）包括：旧埃夫勒、勒瓦勒达维德、圣吕克。
拉特里尼泰的时区为UTC+01:00、UTC+02:00（夏令时）。

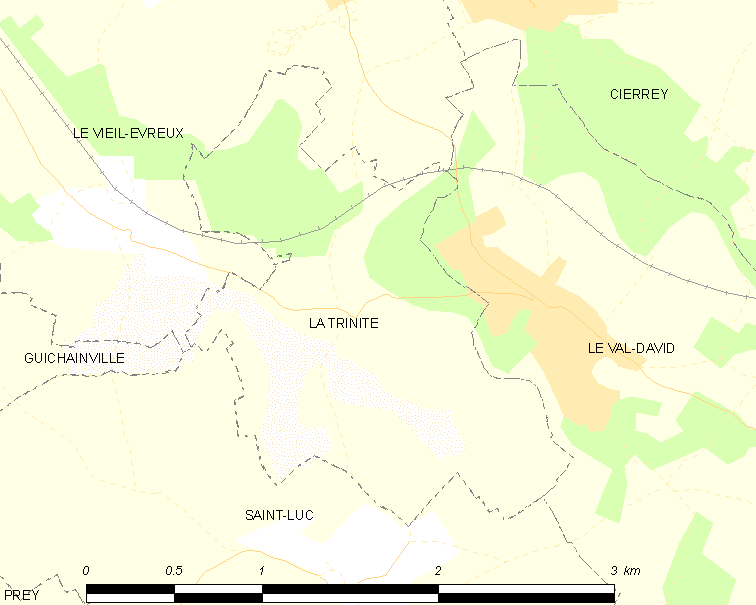
拉特里尼泰的OSM定位图

## 行政
拉特里尼泰的邮政编码为27930，INSEE市镇编码为27659。

## 政治
拉特里尼泰所属的省级选区为埃夫勒第三县。

## 人口

1962-2008年间拉特里尼泰人口变化图示

拉特里尼泰于2022年1月1日时的人口数量为128人。